# 球柵陣列封裝
球柵陣列封裝（英語：Ball Grid Array，簡稱BGA）技術為應用在積體電路上的一種表面黏著封裝技術，此技術常用來永久性固定如微處理器之類的裝置。BGA封裝能提供比其他如雙列直插封裝（Dual in-line package）或四側引腳扁平封裝（Quad Flat Package）所容納更多的接腳，整個裝置的底部表面可全作為接腳使用，而不是只有周圍可使用，比起周圍限定的封裝類型還能具有更短的平均導線長度，以具備更佳的高速效能。
焊接BGA封裝的裝置需要精準的控制，且通常是由自動化程序的工廠設備來完成的。BGA封裝裝置並不適用於插槽固定方式。

## 敘述

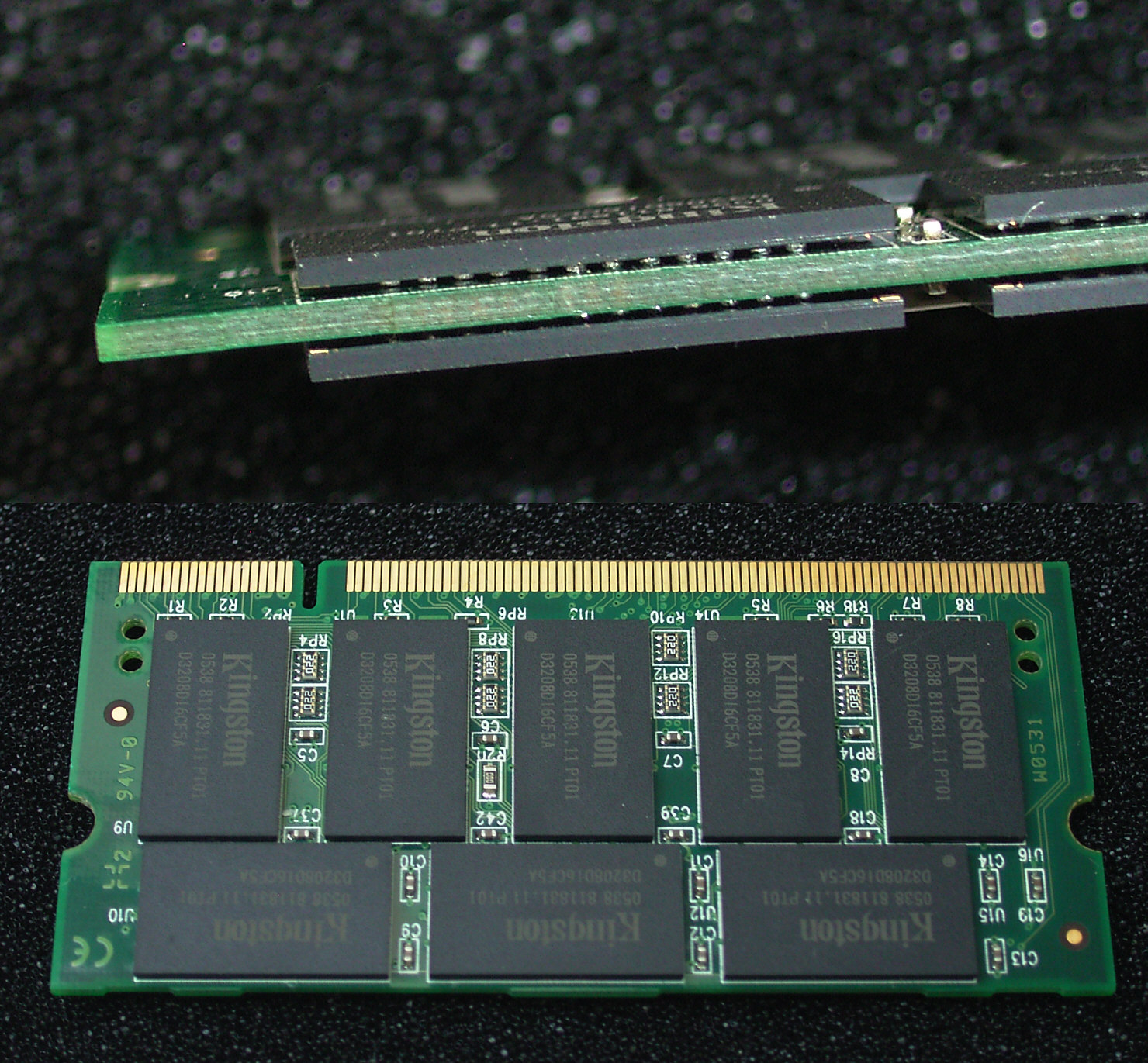
組裝在PCB上的BGA IC

BGA封裝技術是從插針網格陣列（pin grid array; PGA）改良而來，是一種將某個表面以格狀排列的方式覆滿（或部分覆滿）引腳的封裝法，在運作時即可將電子訊號從積體電路上傳導至其所在的印刷電路板（PCB）。在BGA封裝下，在封裝底部處引腳是由錫球所取代，每個原本都是一粒小小的錫球固定其上。這些錫球可以手動或透過自動化機器配置，並透過助焊劑將它們定位。裝置以表面貼焊技術固定在PCB上時，底部錫球的排列恰好對應到板子上銅箔的位置。產線接著會將其加熱，無論是放入廻焊爐 (reflow oven) 或紅外線爐，以將錫球熔化。表面張力會使得融化的錫球撐住封裝點並對齊到電路板上，在正確的間隔距離下，當錫球冷卻並固定後，形成的焊接接點即可連接裝置與PCB。

## 優勢

### 高密度
BGA封裝技術是在生產具有數百根引腳的積體電路時，針對封裝必須縮小的難題所衍生出的解決方案。插針網格陣列（Pinned grid array）和雙列直插封裝（Dual in-line package）的表面貼焊（小型塑封積體電路，SOIC）封裝生產時，由於必須加入越來越多引腳且彼此的間隙必須減少，這樣卻導致了焊接過程時的困難。當封裝引腳彼此越來越近時，焊錫時意外地橋接到相鄰的引腳風險就因此增加。BGA封裝技術在工廠實作的焊接下，就沒有這類的困擾。

### 導熱性
BGA封裝技術的另一個優勢，勝過分離式引腳（如含針腳的封裝技術）的其他封裝技術，那就是在封裝與PCB間能有較低的熱阻抗。這可以讓封裝內的積體電路產生的熱能更容易傳導至PCB，避免晶片過熱。

### 低電感引腳
較長的引腳在高速的電子電路中往往會引來雜訊導致信號失真，而BGA封裝技術在封裝與PCB之間的距離非常短，更短的導體也就意味著不必要的電感度能降低，有了低電感引腳，相較於針腳裝置能有更優異的電子特性。

## 缺點

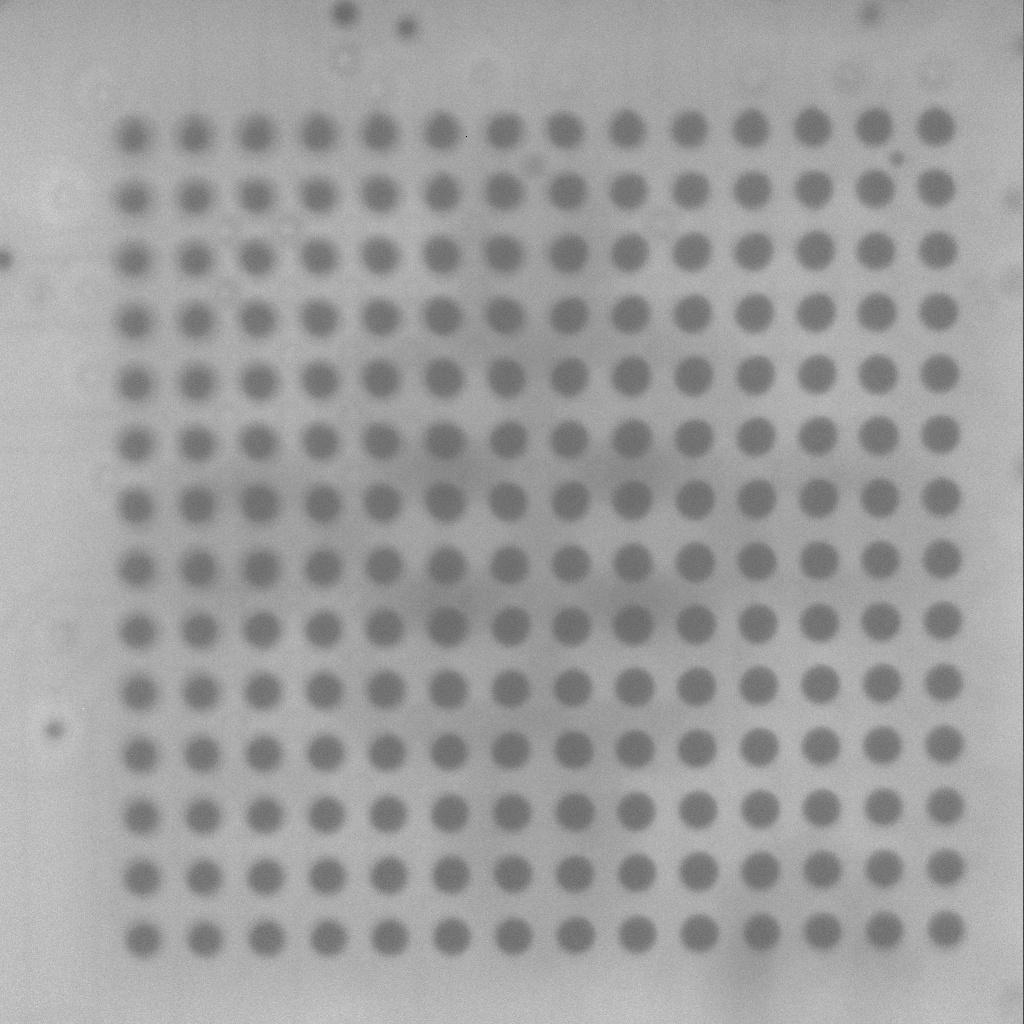
X光下的BGA封裝

### 非延展性的接點
BGA封裝的其中一個缺點，就是錫球無法像長引腳那樣可以伸展，因此他們在物理特性上是不具材料剛度的。所有的表面貼焊裝置，因PCB基板和BGA封裝在熱膨脹係數的差異而彎曲（熱應力），或延展並振動（機械應力）下，就可能導致焊點斷裂。
熱膨脹問題可透過PCB與封裝兩者相近的熱特性配合來解決，通常塑化BGA裝置可以比陶瓷BGA裝置更接近符合PCB的熱特性。
普遍採用的RoHS相容無鉛焊料合金產線，更顯示出BGA封裝所需面臨的挑戰，例如迴焊過程時的「枕頭效應」（Head-in-Pillow）、「承墊坑裂」（pad cratering）問題，相較於含鉛焊料的BGA封裝，由於RoHS相容焊料的低延展性，在高溫、高熱衝擊和高G力等極端環境下，有些BGA封裝的可靠度也因此降低。
機械應力問題可透過一種叫做「底部填充」（Underfilling）的手續將裝置黏合在板子上，此手續會在裝置貼焊到PCB上後，在其下方注射環氧混合物，有效地將BGA裝置貼合至PCB上。目前有數種底部填充材料可供應用，可對應各種不同應用與熱傳導的需求提供不同的特性。底部填充的另一個好處是，能夠限制住錫鬚的增生。
解決非延展性接點的另一個解決辦法，就是將封裝內放入一道「延展性塗層」，能允許底部的錫球能按照封裝的相對應位置移動實際位置。這個技巧已成了BGA封裝DRAM廠的標準之一。
其他在PCB層級上用來增加封裝可靠度的技巧，還包括了專為陶瓷BGA（CBGA）使用的低延展性PCB、封裝與PCB板之間導入的中介板（interposers），或重新封裝裝置等。

### 檢驗困難
當封裝物貼焊至定位後，要找到焊接時的缺陷就變得困難。為了要檢測焊接封裝的底部，業界均開發了X光機、工業電腦斷層掃描機、特殊顯微鏡、和內視鏡等設備來克服這個問題。若一塊BGA封裝發現是貼焊失敗，可以在「返修台」（通稱rework station）上移除它，這是一台裝有紅外線燈（或熱風機）的夾具，以及備有熱電偶和真空裝置以便吸取封裝物。BGA封裝可以替換另一顆新的、重工（或稱「除錫植球」，英文稱reballing）並重新安裝在電路板上。
由於視覺化X光的BGA檢測方式所費不貲，電路測試法反而也經常被採用。常見的邊界掃描測試法可透過IEEE 1149.1 JTAG接口連接進行測試。

### 開發電路時的困難
在開發階段時，就將BGA裝置焊接至定點的話其實不切實際，通常反而是先使用插槽，雖然這樣比較不穩定。通常有兩種常見的插槽：較可靠的類型具有彈簧針腳，可以貼緊下方的錫球，但不允許使用錫球已被移除的BGA裝置，因為這樣彈簧針腳可能會不夠長。
而不可靠的類型是一種叫做「ZIF插槽」（Zero Insertion Force），具有彈簧鉗可以抓住錫球。但這個不容易成功，特別是當錫球太小的話。

### 設備花費
要可靠地焊接BGA裝置，需要昂貴的設備。人工焊接的BGA裝置非常困難且不可靠，通常只用在少量且小型的裝置。然而，由於越來越多的IC只提供在無鉛（例如，四側扁平無鉛封裝（quad-flat no-leads package））或BGA封裝使用，已逐漸發展出各種的DIY法（重工）可使用便宜的加熱源，例如熱風槍、家用烤箱以及平底電熱鍋等。

## 變異版

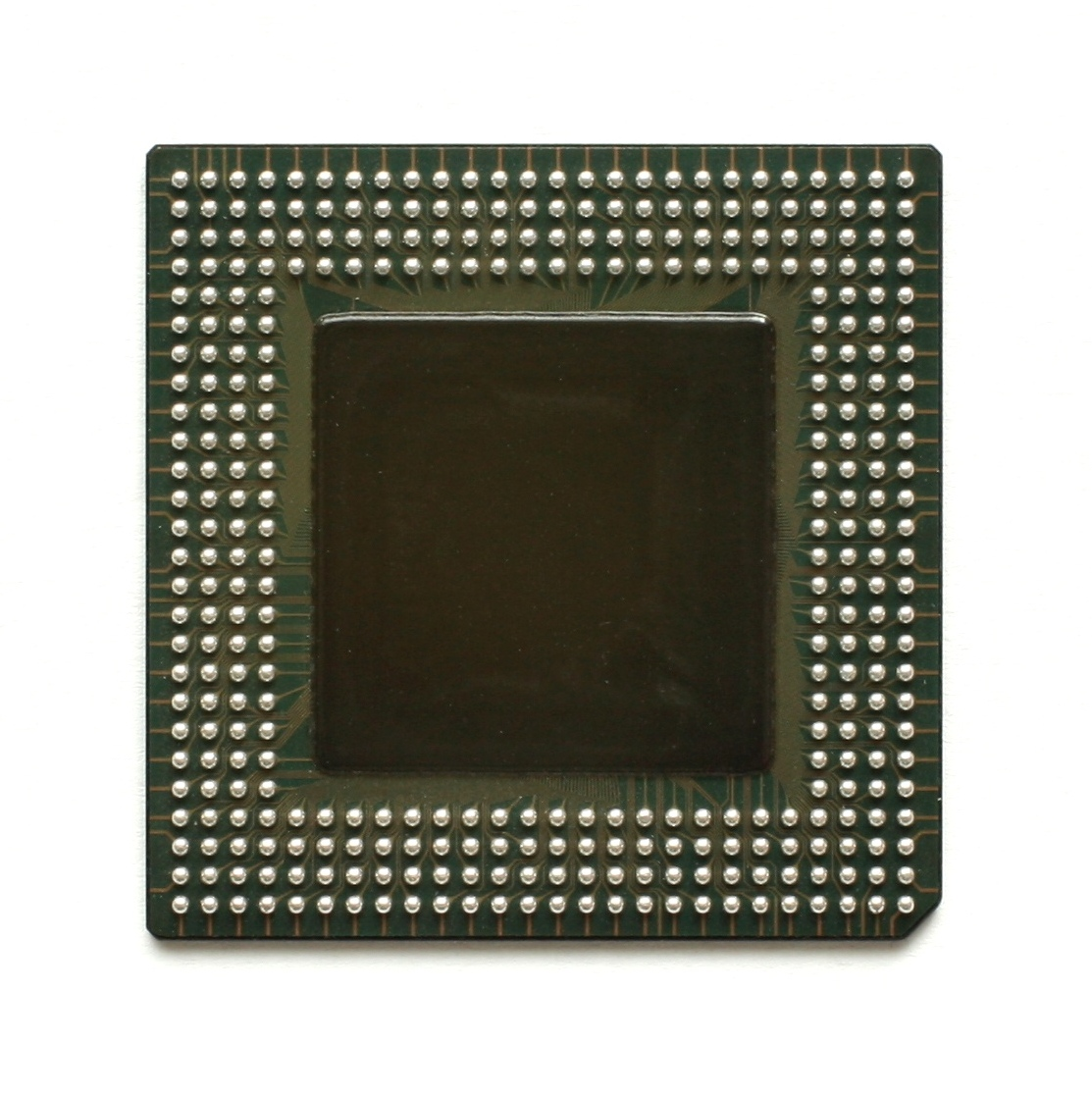
一顆Intel嵌入式的Pentium MMX處理器底視圖，可見到這些錫球的顆粒

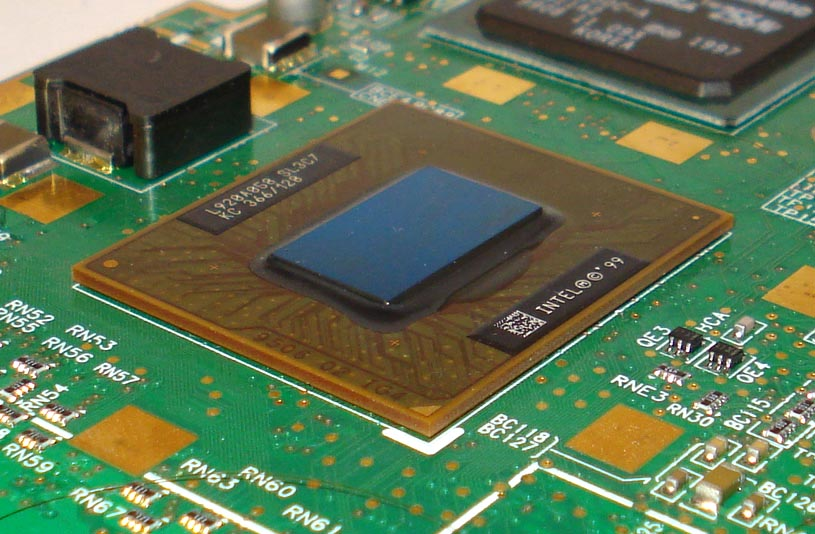
BGA2封装（FCBGA-479）的英特尔移动版赛扬处理器

- CABGA：Chip Array Ball Grid Array，晶片陣列BGA。
- CBGA和PBGA代表BGA所附著的基底材料為陶瓷（Ceramic）或塑料（Plastic）。
- CTBGA：Thin Chip Array Ball Grid Array，薄晶片陣列BGA。
- CVBGA：Very Thin Chip Array Ball Grid Array，特薄晶片陣列BGA。
- DSBGA：Die-Size Ball Grid Array，晶粒尺寸型BGA。
- FBGA：Fine Ball Grid Array 建構在BGA技術上。其具備更細的接點，且主要用在系統單晶片設計，也就是Altera公司所稱的FineLine BGA。與Fortified BGA有所不同。[7]
- FCmBGA：Flip Chip Molded Ball Grid Array，覆晶鑄模BGA。
- LBGA：Low-profile Ball Grid Array，薄型BGA。
- LFBGA：Low-profile Fine-pitch Ball Grid Array，薄型細間距BGA。
- MBGA：Micro Ball Grid Array，微型BGA。
- MCM-PBGA：Multi-Chip Module Plastic Ball Grid Array，多晶片模組塑料BGA。
- PBGA：Plastic Ball Grid Array，塑料型BGA。
- SuperBGA (SBGA)：Super Ball Grid Array，超級BGA。
- TABGA：Tape Array BGA，載帶陣列BGA。
- TBGA：Thin BGA，薄型BGA。
- TEPBGA：Thermally Enhanced Plastic Ball Grid Array，熱強化塑料型BGA。
- TFBGA：Thin and Fine Ball Grid Array，薄型精細BGA。
- UFBGA或UBGA：Ultra Fine Ball Grid Array，極精細BGA。

為了容易使用球柵陣列裝置，大部分的BGA封裝件僅在封裝外圍有錫球，而內部方形區域均留空。
Intel使用稱作BGA1的封裝法在他們的Pentium II和早期的Celeron行動型處理器上。BGA2為Intel在其Pentium III的封裝法以及一些較晚期的Celeron行動型處理器上。BGA2也就是所稱的FCBGA-479，用來取代它上一代的BGA1技術。
例如，「微型覆晶球柵陣列」（Micro Flip Chip Ball Grid Array，以下稱Micro-FCBGA）為Intel目前的BGA鑲嵌方法供採用覆晶接合技術的行動型處理器。此技術被採用在代號Coppermine的行動型Celeron處理器。Micro-FCBGA具有479顆錫球，直徑0.78 mm。 處理器透過焊接錫球方式，黏著在主機板上，比起針柵陣列插槽配置法還要更輕薄，但不可移除。
479顆錫球的Micro-FCBGA封裝（幾乎與478針腳可插入式Micro-FCPGA封裝法相同）配置出六道外圍1.27 mm間距（每英吋間距內有20顆錫球）構成26x26方柵，其內部有14x14區域是留空的。

## 採購
BGA零件主要的目標使用者均為原始設備製造商（OEM, Original Equipment Manufacturer）。在電子產品DIY愛好者中也有一定的市場，例如逐漸盛行的手作加工。一般來說OEM廠會從製造廠或其批發商取得他們的元件來源，而業餘愛好者通常透過電子元件的提供者或批發商在改裝品市場取得BGA零件。

## 延伸閱讀
- 雙列直插封裝 (DIP)
- 插针网格阵列封装 (PGA)
- 平面网格阵列封装 (LGA)
- 薄型四側引腳扁平封裝 (TQFP)
- 小型塑封積體電路（英语：Small-outline integrated circuit） (SOIC)
- 芯片载体
- Embedded Wafer Level Ball Grid Array（英语：Embedded Wafer Level Ball Grid Array）

## 外部連結
- "Packaging a 40-Gbps Serial Link Using a Wire-Bonded Plastic Ball Grid Array", White Paper[永久]
- "Amkor & Nokia Japan: 0.3mm Pitch CSP / BGA Development for Mobile Terminals”, White Paper[永久]